# Lalla Takarkoust
Lalla Takarkoust (arabiska: للا تكركوست) är en ort i Marocko, som i folkräkningen räknas som stad i landskommunen med samma namn. Den ligger i provinsen Al Haouz och regionen Marrakech-Safi, 300 km söder om huvudstaden Rabat. Antalet invånare var 4 080 vid folkräkningen 2014.